# Сиамска котка
Сиамската котка е порода домашна котка. Тя е една от първите точно разпознати породи ориенталски котки. Точният произход на породата е неизвестен, но се смята, че произхожда от югоизточна Азия, както и че е потомък на свещени котки в храмовете в Сиам (днес Тайланд). 

## История
За първи път изображение на такава котка е открито в древен ръкопис от държавата Сиам (т.нар. „Книга със стихове за котките“). До края на 19 в. на практика тези котки остават непознати за останалия свят и се отглеждат единствено в Тайланд, където са познати няколко разновидности на породата, наричани Wichien-maat („Лунен диамант“). След като са пренесени в Европа и Северна Америка те бързо стават изключително популярни заради необикновения си външен вид. Именно извън тяхната прародина и след интензивни селекции е създаден и видът на съвременната сиамска порода, която по редица признаци доста се отличава от старата порода, която днес е позната като тайска.

## Външен вид
45см до 75см ръст. Тегло между 4.5 и 7кг. Тялото е издължено и гъвкаво, опашката е със заострен край. Козината е къса и прилепнала към тялото, без подкосъм, като е характерен калърпойнтът – обикновено основният цвят е бял и само главата, лапите и опашката са в различен по-тъмен цвят (изключение правят най-тъмните видове, които са нашарени и по гърба). Допускат се различни нюанси – шоколадово, синьо, рижаво, цвят канела. Малките котета се раждат бели и чак няколко дни по-късно започват да потъмняват като окончателната окраска се появява на около 5 – 8 месеца. Много сиамски котки имат късогледство, което е била една от отличителните черти на породата и с нея са свързани много легенди. В наше време този генетичен дефект се смята за недостатък, който не се допуска от приетия стандарт на породата.

## Характер
Сиамските котки са умни, общителни, обичат да са сред хора и силно се привързват към тях. Твърди се, че по характер приличат изключително на стопанина си. Тези котки са известни с голямата си игривост дори и като възрастни и със силното си мяукане, с което привличат вниманието към себе си, тъй като са много взискателни и имат нужда от ангажираността на стопаните си. Също така те са изключително паметливи и умеят да се отблагодаряват за всяка добра дума или жест на стопанина си.